# Lambda Piscium
Lambda Piscium (λ Piscium, förkortat Lambda Psc, λ Psc), som är stjärnans Bayerbeteckning, är en stjärna belägen i sydvästra delen av stjärnbilden Fiskarna. Den har en skenbar magnitud på 4,49 och är svagt synlig för blotta ögat. Den befinner sig på ett avstånd av ca 106,6 ljusår (ca 32,7 parsek) från solen.

## Egenskaper
Lambda Piscium är en blåaktigt vit dvärgstjärna i huvudserien av spektralklass A7V, vilket betyder att den har en yttemperatur på 7 500 till 11 000 K. Den är mycket ljusare och har en varmare yttemperatur än solen, men är ungefär lika stor. Den utgör sydöstra punkten av "Cirkeln" i Fiskarna.